# 1. Volleyball-Club Wiesbaden 2022-2023
Questa voce raccoglie le informazioni riguardanti il 1. Volleyball-Club Wiesbaden nelle competizioni ufficiali della stagione 2022-2023.

## Stagione
Il 1. Volleyball-Club Wiesbaden partecipa alla stagione 2022-23 senza alcuna denominazione sponsorizzata.
In 1. Bundesliga ottiene il quarto posto al termine della regular season, classificandosi ai play-off scudetto, dove viene eliminato ai quarti di finale dal Dresdner. Si spinge fino ai quarti di finale anche in Coppa di Germania, eliminato in questo caso dallo Schweriner.

## Organigramma societario
Area direttiva
- Presidente: Christopher Fetting

Area tecnica
- Allenatore: Benedikt Frank
- Allenatore in seconda: Christian Sossenheimer
- Scoutman: Olaf Minter

Area sanitaria
- Medico: Dirk Eiwanger, Alexander Mayer
- Fisioterapista: Lara Rhode, Jonas Wagner

## Rosa
| N° | Nome                 | Ruolo | Data di nascita  | Nazionalità sportiva |
| -- | -------------------- | ----- | ---------------- | -------------------- |
| 2  | Ariadna Priante      | P     | 20 aprile 2002   | Spagna               |
| 3  | Liza Kastrup         | O     | 5 ottobre 1999   | Germania             |
| 4  | Tanja Großer         | S     | 27 novembre 1993 | Germania             |
| 5  | Jodie Guilliams      | S     | 26 aprile 1997   | Belgio               |
| 6  | Mirta Freund         | C     | 4 luglio 2002    | Croazia              |
| 7  | Natalia Gajewska     | P     | 24 maggio 1994   | Polonia              |
| 8  | Leonie Büdenbender   | L     | 2 febbraio 2004  | Germania             |
| 9  | Rene Sain            | L     | 23 aprile 1997   | Croazia              |
| 10 | Lena Große Scharmann | O     | 24 aprile 1998   | Germania             |
| 12 | Nina Herelová        | C     | 30 luglio 1993   | Slovacchia           |
| 11 | Joyce Agbolossou     | S     | 15 gennaio 2002  | Germania             |
| 16 | Annick Meijers       | S     | 23 marzo 2000    | Paesi Bassi          |
| 17 | Rachel Anderson      | C     | 10 maggio 1996   | Stati Uniti          |

## Statistiche

### Statistiche di squadra
| Competizione      | Punti | In casa | In casa | In casa | In trasferta | In trasferta | In trasferta | Totale | Totale | Totale |
| Competizione      | Punti | G       | V       | P       | G            | V            | P            | G      | V      | P      |
| ----------------- | ----- | ------- | ------- | ------- | ------------ | ------------ | ------------ | ------ | ------ | ------ |
| 1. Bundesliga     | 30    | 13      | 6       | 7       | 11           | 5            | 6            | 24     | 11     | 13     |
| Coppa di Germania | -     | 1       | 0       | 1       | 1            | 1            | 0            | 2      | 1      | 1      |
| Totale            | -     | 14      | 6       | 8       | 12           | 6            | 6            | 26     | 12     | 14     |

G = partite giocate; V = partite vinte; P = partite perse

### Statistiche dei giocatori
| Giocatrice         | 1. Bundesliga | 1. Bundesliga | 1. Bundesliga | 1. Bundesliga | 1. Bundesliga | Coppa di Germania | Coppa di Germania | Coppa di Germania | Coppa di Germania | Coppa di Germania | Totale | Totale | Totale | Totale | Totale |
| Giocatrice         | P             | PT            | AV            | MV            | BV            | P                 | PT                | AV                | MV                | BV                | P      | PT     | AV     | MV     | BV     |
| ------------------ | ------------- | ------------- | ------------- | ------------- | ------------- | ----------------- | ----------------- | ----------------- | ----------------- | ----------------- | ------ | ------ | ------ | ------ | ------ |
| J. Agbolossou      | 15            | 19            | 15            | 2             | 2             | 1                 | 2                 | 2                 | 0                 | 0                 | 16     | 21     | 17     | 2      | 2      |
| R. Anderson        | 24            | 212           | 151           | 48            | 13            | 0                 | 0                 | 0                 | 0                 | 0                 | 24     | 212    | 151    | 48     | 13     |
| L. Büdenbender     | 5             | 0             | 0             | 0             | 0             | 0                 | 0                 | 0                 | 0                 | 0                 | 5      | 0      | 0      | 0      | 0      |
| M. Freund          | 7             | 22            | 8             | 12            | 2             | 1                 | 5                 | 3                 | 2                 | 0                 | 8      | 27     | 11     | 14     | 2      |
| N. Gajewska        | 23            | 61            | 34            | 14            | 13            | 1                 | 1                 | 0                 | 0                 | 1                 | 24     | 62     | 34     | 14     | 14     |
| T. Großer          | 24            | 305           | 277           | 19            | 9             | 1                 | 9                 | 9                 | 0                 | 0                 | 25     | 314    | 286    | 19     | 9      |
| L. Große Scharmann | 24            | 322           | 273           | 29            | 20            | 1                 | 16                | 12                | 2                 | 2                 | 25     | 338    | 285    | 31     | 22     |
| J. Guilliams       | 24            | 238           | 192           | 27            | 19            | 1                 | 0                 | 0                 | 0                 | 0                 | 25     | 238    | 192    | 27     | 19     |
| N. Herelová        | 23            | 221           | 173           | 39            | 9             | 1                 | 4                 | 2                 | 1                 | 1                 | 24     | 225    | 175    | 40     | 10     |
| L. Kastrup         | 12            | 8             | 8             | 0             | 0             | 1                 | 2                 | 1                 | 1                 | 0                 | 13     | 10     | 9      | 1      | 0      |
| A. Meijers         | 6             | 55            | 45            | 7             | 3             | 1                 | 3                 | 2                 | 1                 | 0                 | 7      | 58     | 47     | 8      | 3      |
| A. Priante         | 15            | 3             | 0             | 3             | 0             | 1                 | 0                 | 0                 | 0                 | 0                 | 16     | 3      | 0      | 3      | 0      |
| R. Sain            | 19            | 0             | 0             | 0             | 0             | -                 | -                 | -                 | -                 | -                 | 19     | 0      | 0      | 0      | 0      |

P = presenze; PT = punti totali; AV = attacchi vincenti; MV = muri vincenti; BV = battute vincenti